# 李宁 (唐朝)
李宁（794年—812年2月7日），唐宪宗李纯的庶长子，纪美人所生。

## 生平
李宁出生时，父亲李纯是当时皇帝唐德宗的孙子，册封为广陵郡王，母亲纪氏是他的妾室。嫡母广陵郡王妃郭氏在其后生下一子李宥。贞元二十一年（805年），曾祖父唐德宗逝世，祖父唐顺宗继位，父亲成为太子。做为太子长子，李宁与五位异母弟弟同时受封郡王，食邑三千户，李宁封号为平原郡王。随后，父亲李纯继位，李宁被晋封为邓王。嫡母郭氏则未获皇后的册封。
元和四年（809年），宰相李绛建议册封太子，唐宪宗于当年閏三月，册封李宁为太子，改名李宙，不久又改回原名。册礼原定于孟夏，有雨，不克，改在孟秋，亦有雨。冬十月，终于行礼。时为十月癸酉朔十八日庚寅（11月28日）。
元和六年岁次辛卯闰十二月廿一日辛亥（812年2月7日），李宁病逝，年十九，谥号惠昭太子。元和七年岁次壬辰二月庚寅朔廿五日丁酉葬于骊山之北原（今西安市临潼区西泉乡椿树村）。

## 惠昭太子陵
1990年11月至1992年2月，陕西省考古研究所秦陵工作站与临潼文管会等单位，对临潼县西泉乡椿树村一座已经破坏，无法保护的古墓进行了抢救性清理。从墓中出土的玉册文字得知，此墓为唐宪宗长子惠昭太子陵。
出土文物有铜、铁、陶、唐三彩、石器、玉器各类文物180件，但大多残破。在棺床上发现汉白玉册文和哀册195段（块）。经研究修复为136节段。其中完整的17件，形制相同，但大小规格略别，通长12.2—28.5、宽2.8—3.1、厚1.1—1.2厘米。所有册文刻字，均为楷书，镌工精美，字迹俊秀遒劲。下为《册邓王为皇太子文》 

维元和四年岁次己丑十月癸酉朔十八日庚寅，皇帝若曰：於戏！昔禹有圣子，克承父业，故三王代袭，以天下为家。我唐诞受天命，垂二百年。钦惟十圣虔嗣宝历，亦罔敢越于丕矩。传序相授，以及予一人。予一人获奉圭币，事上帝，承宗庙，夙夜祇懼，不敢荒宁，永惟负荷，思建储贰，须假五载，相时一德，允属于尔元子邓王宁，惟尔两曜分晖，五行总秀，体资上哲，性被至仁。粤在冲幼，挺然岐嶷，宽厚之量，匪由师训；温文之德，禀自生知。爰抚藩封，式崇盘石。河间之泉懿，决策不穷；东海之开明，视牍能辨。陪飨宗祀，赞献郊礼。展礼克诚，执事惟敬。勤龚子道，左右朕志。旋观表识，宜践青宫。讯于蓍龟，灵命不二。谋及卿士，人心协同，尚应匕鬯，允事监抚。是用册命尔为皇太子。往钦哉，莫尊匪君，尔为之臣；莫亲匪父，尔为之子。爱敬诚矣，忠孝并焉，尔其虚受以下贤，齐肃以成德，无以崇广处己，无以怠忽临人。继明四方，作贞万国，永言配命，可不慎欤。